# Skibbild (Herning Kommune-Nøvling Sogn)
 Der er for få eller ingen kildehenvisninger i denne artikel, hvilket er et problem. Du kan hjælpe ved at angive troværdige kilder til de påstande, som fremføres i artiklen.

 For alternative betydninger, se Skibbild. (Se også artikler, som begynder med Skibbild)
Skibbild er en landsby i Midtjylland med 712 indbyggere  (2024). Skibbild er beliggende i Nøvling Sogn 10 kilometer nordvest for Herning og seks kilometer sydøst for Vildbjerg. Byen tilhører Herning Kommune og er beliggende i Region Midtjylland.

## seværdigheder
Nøvling Kirke og Nøvling Skole ligger i byen.
Byen har også en genbrugsbutik samt et fitnesscenter nær friskolen.